# 南塔光涌
南塔光涌（850年—938年）禪師名光湧，唐末五代的僧人，俗姓章，江西豐城人，七歲時誦詩禮，十三歲時學經論講解經義，至十九歲受具足戒。曾於參學禮謁臨濟義玄禪師，法嗣於仰山慧寂禪師。
其師仰山示寂之後，居於仰山南塔發揚溈仰宗宗風。於昇元二年夏示寂，世壽八十九。

## 師承
- 仰山慧寂

## 弟子
- 清化全付 [3]
- 芭蕉慧清
- 慧林鴻究
- 黃連義初

## 外部連結
- 南塔光涌禅师 （页面存档备份，存于）
- 清化全付禅师被南塔光涌印可 （页面存档备份，存于）
- 凡聖兩忘 （页面存档备份，存于）

Category:沩仰宗僧人